# Bokt
Bokt is een gehucht  en een buurt in de gemeente Eindhoven, in de Nederlandse provincie Noord-Brabant. Het is gelegen in het noorden van de gemeente, in de wijk Dommelbeemd, vlak bij de grens met de gemeente Son en Breugel en kent nog enkele oude (langgevel)boerderijen. Op 1 januari 2023 telde de buurt 130 inwoners, verdeeld over 38 woningen, met een gemiddelde WOZ-waarde van € 638.000, op een oppervlakte van 1,39 km².
Bokt heeft waarschijnlijk sporen van bewoning uit de ijzertijd en de vroege tot late Middeleeuwen. Tijdens ontgrondingswerkzaamheden zijn vondsten uit voornoemde perioden gevonden. Het gehucht ligt iets ten noorden van de wijk Heesterakker. Een tennisvereniging, volkstuinvereniging, een gilden-schietterrein en een sportpark zijn vernoemd naar het gehucht. In Bokt staat een bakhuisje uit 1850. De boerderijen Bokt 8, 15, 18, 19 en 20 staan op de gemeentelijke monumentenlijst.
De buurt ligt in de wijk Dommelbeemd.